# Tableau des médailles des Jeux olympiques de 1896

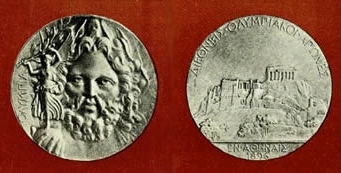
Exemplaire des médailles d'argent décernées aux vainqueurs lors des Jeux olympiques de 1896

Le tableau des médailles des Jeux olympiques de 1896 est une liste dressée par le Comité international olympique permettant de classer les délégations présentes aux Jeux olympiques de 1896 par le nombre de médailles remportées par chacune. Durant ces premiers Jeux olympiques de l'ère moderne, organisés du 6 avril au 15 avril 1896 à Athènes, un total de 241 sportifs venus de quatorze pays participent aux 43 épreuves réparties dans neuf sports.
Dix des quatorze délégations présentes en Grèce remportent des médailles lors de ces Jeux. Par ailleurs, plusieurs sportifs associés malgré leur différentes nationalités gagnent également des médailles. Ils sont réunis dans une équipe dite mixte. Les États-Unis remportent le plus de médailles d'or (11), tandis que le pays hôte décroche le plus grand nombre de médailles au total (46) ainsi que le plus de médailles d'argent (17) et de bronze (19).
Durant ces Jeux olympiques, les vainqueurs d'épreuve sont récompensés par une médaille d'argent et par une branche d'olivier. Le second se voit remettre une médaille de bronze et une branche de laurier. Ce n'est que bien plus tard que le CIO attribue des médailles d'or, d'argent et de bronze aux trois premiers de chaque épreuve. Plusieurs égalités constatées expliquent que certaines médailles ont été partagées. C'est le cas sur le 100 m en athlétisme où le Hongrois Alajos Szokolyi et l'Américain Francis Lane ont tous deux reçu une médaille de bronze ; de même entre les Grecs Evángelos Damáskos et Ioánnis Theodorópoulos au saut à la perche ; et entre Konstantínos Paspátis et Momcsilló Tapavicza lors du tournoi individuel de tennis. De même, plusieurs médailles de bronze n'ont pas été décernées faute de sportif ayant terminé troisième,.

## Équipe mixte
Lors des premiers Jeux olympiques de l'ère moderne, plusieurs épreuves par équipe ont vu la participation de sportifs associés bien qu'ayant des nationalités différentes. Rétroactivement, le CIO a créé la désignation « Équipe mixte » (avec le code pays ZZX) pour identifier ces équipes particulières. Plusieurs sportifs ont remporté des médailles à la fois individuellement et dans une équipe mixte. Ceci explique que ces médailles soient attribuées à deux délégations différentes. Ainsi, Dionýsios Kásdaglis, un sportif grec originaire d'Alexandrie en Égypte est désigné par le CIO comme représentant grec lors du tournoi individuel de tennis, mais est listé comme représentant de l'Équipe mixte pour le tournoi par équipe dans lequel il est associé au Grec Dimítrios Petrokókkinos.

## Décompte des médailles par délégation
Suit l'intégralité du tableau des médailles des Jeux olympiques de 1896, basé sur le tableau officiellement dressé par le Comité international olympique. Ce tableau classe les délégations en fonction du nombre de médailles d'or en premier lieu, puis les départage éventuellement en fonction des médailles d'argent, puis des médailles de bronze. Si une égalité persiste, l'ordre alphabétique ordonne en dernière instance. Ces données sont fournies à titre informatif par le CIO qui ne reconnaît aucun classement par pays.
Toutefois, il est à noter que le tableau de médailles qui se trouve sur le site du CIO est faux car il ne correspond pas, pour certains pays, aux résultats détaillés par sports qui accompagnent ce tableau. C'est le cas pour la Grèce, l'Allemagne, la Grande-Bretagne, les États-Unis et l'Australie.
- Pays organisateur (Grèce, Athènes)

| Rang  | Nation          | Or | Argent | Bronze | Total |
| ----- | --------------- | -- | ------ | ------ | ----- |
| 1     | États-Unis      | 11 | 7      | 2      | 20    |
| 2     | Grèce           | 10 | 18     | 19     | 47    |
| 3     | Allemagne       | 6  | 5      | 2      | 13    |
| 4     | France          | 5  | 4      | 2      | 11    |
| 5     | Grande-Bretagne | 2  | 3      | 2      | 7     |
| 6     | Hongrie         | 2  | 1      | 3      | 6     |
| 7     | Autriche        | 2  | 1      | 2      | 5     |
| 8     | Australie       | 2  | 0      | 0      | 2     |
| 9     | Danemark        | 1  | 2      | 3      | 6     |
| 10    | Suisse          | 1  | 2      | 0      | 3     |
| 11    | Équipe mixte    | 1  | 0      | 1      | 2     |
| Total | Total           | 43 | 43     | 36     | 122   |